# Macropedius
Georgius Macropedius, znan tudi kot Joris van Lanckvelt, nizozemski humanist, pedagog in dramatik, * 1487, † 1558. 

## Življenjepis
Macropedius se je rodil  leta 1487 z imenom Joris van Lanckvelt v kraju Gemert (Severni Brabant, Nizozemska). O njegovi mladosti ni veliko znanega. Po končanem šolanju na pariški šoli, se je Joris van Lanckvelt preselil v `s-Hertogenbosch. Tam je obiskoval lokalno slovnično šolo. Živel je v enem izmed  internatov Bratov skupnega življenja, reda menihov, ki je sledil gibanju Devotio Moderna. Leta 1502 je pri 15 letih postal član bratovščine in se začel pripravljati za službo učitelja. Deset let kasneje je bil sprejet v red in začel poučevati latinščino na municipalni šoli slovnice. Za svoje učence je že med letoma 1506 in 1510 začel pisati igre v latinščini. Prvi osnutki njegove drame Asotus (Izgubljeni sin) izvirajo iz tega obdobja. Privzel je latinsko ime, kot je bilo v navadi med humanisti v 16. Stoletju. Joris je postal Georgius, Van Lanckvelt pa Macropedius.   
Leta 1524 je postal ravnatelj St. Jerome`s v Liegeu. Zaradi prizadevnosti Macropediusa in drugih je slovnična šola v Liegu vzcvetela. Leta 1527 se je Macropedius vrnil v s-Hertogenbosch, pred koncem leta 1530 pa se je že preselil v Utrecht, v tistem času največje mesto severne Nizozemske. Macropedius, ki je bil takrat že slaven in znan kot vdan rimski katolik, je tam spet postal ravnatelj. Šolo St. Jarome`s v Utrechtu je spremenil v najbolj znano šolo v državi. Poučeval je latinščino, grščino, poezijo, retoriko, verjetno pa še hebrejščino, matematiko in teorijo glasbe. Vsako leto je napisal besedilo in melodijo dolge šolske latinske pesmi. Na tej šoli je napisal večino svojih latinskih učbenikov in iger, ki pa niso bile izdane samo v Utrechtu, ampak tudi v Antwerpnu, Baselu, Cologneu, Frankfurtu, `s-Hertogenboschu, Parizu in Londonu.  

Med letoma 1552 in 1554 so bila njegova zbrana dela v Utrechtu dopolnjena in zbrana v dveh zvezkih: Omnes Georgii Macropedii Fabulae Comicae. Njegove pesmi so bile sedaj natisnjene skupaj z melodijo. Pozneje je napisal samo še eno igro: Jesus Scholasticus.
Leta 1557 ali 1558 je odstopil z mesta ravnatelja in zapustil Utrecht, da bi se vrnil v svoj domači kraj Brabant. V Brabantu je živel še eno leto v Hiši bratov skupnega življenja v s-Hertogenboschu. Umrl je v starosti 71 let, v času kuge, julija 1558, in bil pokopan v cerkvi bratovščine. Po njegovi smrti so njegovi hvaležni učenci postavili spominsko grobnico z epitafom. Nad njo so obesili portret ljubljenega mojstra. Grobnica in slika sta izginili, prav tako tudi cerkev.

## Dela
Macropedius je napisal več učbenikov. Izmed njih je bila najbolj znana Epistolica, učbenik o umetnosti pisanja pisem. Prvič je bila objavljena leta 1543 v Antwerpnu. V Baselu, Cologneu, Diligenu, Frankfurt am Mainu, s-Hertenboschu in Leydeu je bila natisnjena pod naslovom  Methodus de Conscribendis epistolis. Knjiga je bila v Londonu prvič objavljena leta 1576. Prvi objavi je sledilo deset ponatisov, zadnji sega v leto 1649. Celo Shakespeare je mogoče poznal učbenik, ker ga je ponatisnil njegov prijatelj, someščan in tiskar Richard Field. Očitno so knjigo dolgo uporabljali v mnogih zahodnoevropskih šolah. 
Njegovi učbeniki dokazujejo, da je bil Macropedius humanist in da je sledil Erazmu. Vedel je vse o sedmih Svobodnih umetnostih (slovnici, logiki, retoriki, aritmetiki, astronomiji, glasbi in geometriji) in Treh jezikih: latinščini, grščini in hebrejščini. Dobro je poznal rimsko in grško antično literaturo, Biblijo in dela Cerkvenih očetov. Mnogi ponatisi njegovih učbenikov na Nizozemskem, v Nemčiji, Franciji in Angliji dokazujejo, da so njegovi sodobniki, pa tudi naslednja generacija humanistov, Macropediusovo delo visoko cenili. Macropedius je s pisanjem knjig in širjenjem svojih naukov močno pripomogel k uspešni humanistični šolski reformi v začetku 16. stoletja. Neutrudno je populariziral grščino, ne le branja Nove zaveze, ampak tudi študije del klasičnih grških avtorjev.     

Macropedius je slaven predvsem zaradi njegovih dvanajst iger. Na Nizozemskem in v Nemčiji je bil prvi, najbolj plodovit in najboljši latinski dramatik.  
Andrisca je komedija o dveh prekanjenih prešuštnicah, ki sta doma „nosili hlače“ in pretepali njuna neumna moža. Ob koncu stoletja je isto zgodbo uporabil William Shakespeare v igri Ukročena Trmoglavka. Bassarus je tipična pustna igra. Asotus snov zajema v Jezusovi priliki o izgubljenem sinu. Igro so odigrali študentje kolidža Svete trojice v Cambridgeu in na Praški univerzi. Leta 1539 je bila objavljena Macropediusova najbolj uspešna drama, Hecastus. Ta igra mu je zagotovila mesto med svetovnimi dramatiki. Je na novo prosto spisana pozno srednjeveška nizozemska moralna igra, imenovana Elckerlijc (v angleščini poznana kot Everyman, po naše Slehernik). Glavni igralec je Hecastus, bogat mladenič, ki uživa dobrote življenja. Ko izve, da bo kmalu umrl, ga nihče izmed njegovih prijateljev, sorodnikov in služabnikov noče pospremiti na njegovi poslednji poti. Igra je mojstrovina, bila je tudi zelo uspešna. 
Pred koncem stoletja je bil Hecastus uprizorjen in natisnjen tako v latinščini kot v prevodu. Znanih je dvanajst različnih izdaj in šest nemških prevodov. Enega od teh prevodov je napisal Hans Sachs, slavni pesnik iz časa reformacije. Igra je bila prav tako prevedena v danščino, nizozemščino in leta 1681 v švedščino. Na Nizozemskem je bil Hecastus odigran večkrat, vendar je bila igra najbolj uspešna v Nemčiji, kjer je bilo izpeljanih 18 nastopov. Za drugo izdajo (1552), je moral Macropedius delo popraviti in podaljšati. Očitno so tolerantnega humanista Macropediusa sumili, da simpatizira z reformacijskim gibanjem, zato je moral igro popraviti, kar je razvidno iz prologa. 

## Zapuščina
Macropediusov uspeh pa ni bil omejen le na področje dramatike. Mnogi njegovi učenci, ki jih je kot učitelj v s-Hertogenboschu, Liegu in Utrechtu poučeval, so postali vplivni možje v vladi, znanosti in umetnosti. Med njimi je bil grški učenjak Arnoldus Arlenius; filolog Willem Canter; Johannes Heurnius, profesor medicine na Leydenski univerzi; geograf Gerardus Mercator; odvetnik in prijatelj Williama of Orange-a Elbertus Leoninus; tiskar, ki je zaslovel v Italiji, Lawrence Torrentinus in dobro znani fizik Johannes Wier, ki je zaničeval verovanje v obstoj čarovništva že leta 1563.
Macropediusova slava je trajala vsaj še petdeset let po njegovi smrti. Leta 1565 so njegovi bivši študentje v njegov spomin objavili zbirko pesmi Apotheosis D. Georgii Macropedii. V sedemnajstem stoletju je Macropeius in njegovo delo začelo toniti v pozabo. Njegove igre niso bile več  uprizarjane, njegove knjige nič več tiskane. Njegova dramska dela so bila zapisana v latinščini, medtem ko so bila dela samozavestnih nizozemskih pesnikov in dramatikov vedno pogosteje pisana v maternem jeziku. Njegovo ime je spet postalo znano šele pred dvema stoletjema. V dvajsetem stoletju se je pojavilo veliko člankov in knjig o Macropediusu. Leta 1972 je Američan Thomas W. Best v New Yorku objavil svoje delo Macropedius v založbi Twayne`s Publishers. V zadnjih letih je bilo o humanistu v Evropi, Južni Afriki, Kanadi in v Združenih država Amerike objavljenih več knjig in člankov. Njegove igre so bile prevedene v nizozemščino, prav tako pa tudi v angleščino. Tri igre v angleškem prevodu so objavljene na svetovnem spletu.